# Dark Reign
Dark Reign (in italiano "Regno Oscuro") è un ciclo di storie a fumetti pubblicata dalla Marvel Comics nel 2008.
L'arco narrativo tratta delle conseguenze di Secret Invasion, miniserie che ha portato a uno spostamento di potere all'interno della comunità di supereroi dell'universo Marvel con l'ascesa al comando del criminale Norman Osborn, l'ex Goblin. Il curatore editoriale Joe Quesada ha precisato che: «Dark Reign non è un evento vero e proprio; è ciò che sta succedendo nell'Universo Marvel», volendo sottolineare come, a differenza di precedenti crossover, questa vicenda coinvolga le varie collane in modo diverso, con un collegamento nello spirito delle vicende piuttosto che nello svolgimento delle trame. Infatti, a differenza di eventi come Civil War o Secret Invasion, non esiste una miniserie principale con il titolo della saga, ma solo un filo conduttore nonché un'etichetta che accomuna tutte le testate Marvel.
Tutte le pubblicazioni della Marvel Italia, pubblicate dalla Panini Comics a partire da ottobre 2009, avevano il logo Dark Reign a indicare che tutti i personaggi Marvel ne erano coinvolti.

## Trama
Dopo l'invasione Skrull, Norman Osborn, ex Goblin e leader dei Thunderbolts, sostituisce Tony Stark alias Iron Man come direttore dello S.H.I.E.L.D., che viene sciolto e sostituito da un'organizzazione chiamata "H.A.M.M.E.R."; inoltre smantella la vecchia Iniziativa, gruppo post Civil War, e lo trasforma nell'Iniziativa Thunderbolts. Camp Hammond, anche a causa delle distruzioni arrecate dal clone di Thor Ragnarok viene dismesso e nel deserto del New Mexico è inaugurato Camp H.A.M.M.E.R.
Osborn forma un'alleanza chiamata Cabala con alcuni dei più potenti criminali della Terra, come il Dottor Destino, Emma Frost, Namor, Loki e Hood: Osborn non intende combattere con loro ma ha intenzione di "spartirsi" il mondo, dando loro ciò che desiderano di più.
Tuttavia, i Nuovi Vendicatori hanno deciso di non sottostare a Norman Osborn e di estrometterlo dal potere, con la forza se necessario. Tony Stark ha perso tutto quello che aveva, compreso Extremis e diventa l'uomo più ricercato della terra, mentre Hank Pym, dopo la morte di Wasp, ne assume il nome di battaglia e riforma i Potenti Vendicatori, che diventano anche loro un supergruppo fuorilegge (sul solo territorio statunitense; il team è riconosciuto a livello internazionale).
Norman crea un nuovo team di Vendicatori governativi (gli Oscuri Vendicatori) che include alcuni pericolosi criminali, tra cui Bullseye, Venom, Daken e Moonstone, Sentry e Ares (questi ultimi vecchi membri dei Vendicatori di Iron Man) ma donando loro i costumi e il nome in codice di alcuni acclamati eroi, come per esempio Occhio di Falco, l'Uomo Ragno, Ms. Marvel, e ottiene l'approvazione dei media e del grande pubblico. Il team viene guidato sul campo da Osborn stesso indossando una delle corazze di Iron Man dipinta coi colori di Capitan America, dandosi il nome di Iron Patriot.
Ms. Marvel decide di non sottostare alle leggi di Osborn e si unisce ai Nuovi Vendicatori, dei quali fa parte anche Clint Barton alias Ronin, prima Occhio di Falco, che decide di smascherarsi in diretta TV e di accusare Osborn di essere un pazzo criminale.
Gli Oscuri Vendicatori vanno a Latveria per aiutare Victor von Doom contro la potente Morgana le Fay; all'inizio sembrano in svantaggio, ma riescono a trionfare grazie ad una buona idea di Norman Osborn.
Tony Stark continua a essere in fuga e vaga per il mondo senza meta, potendo contare solo sull'aiuto di Peppers Potts e Maria Hill.
Intanto, Bruce Banner non riesce più a trasformarsi in Hulk, a causa dell'Hulk Rosso e Norman Osborn manda Ares a scoprire se è vero. Bruce non riesce più a trasformarsi, ma viene salvato dall'intervento di Bomba-A.
Daken riesce a potenziare i suoi artigli grazie al metallo della spada Muramasa che ha sottratto a Ciclope.
Norman raggiunge gran parte degli obiettivi che si era prefissato, consolidando il suo potere; pare che nessuno, compresi i Fantastici Quattro o i Nuovi Vendicatori, fosse in grado di a contrastarlo; tuttavia il lato oscuro di Norman iniziò a farlo impazzire e a prendere il controllo della sua personalità.
L'ultimo folle piano di Norman era quello di distruggere la sede di Asgard sulla terra. Su consiglio di Loki attacca la città degli dei dopo un terribile incidente riguardante Volstag.
Steve Rogers, appena sentì che anche Thor era in difficoltà, riunì i supereroi per aiutare gli dei. Alla fine della battaglia, l'ultimo dei soldati di Norman Osborn a rimanere in piedi fu Sentry, ma con la forza delle Pietre delle Norme di Loki, pentitosi di ciò che aveva fatto, gli eroi riuscirono a ucciderlo e Norman Osborn finì in prigione.

### Dark Reign: La Lista
In questi otto episodi autoconclusivi Iron Patriot e i suoi Oscuri Vendicatori attaccheranno alcuni Mutanti, vigilanti o Vendicatori presenti sulla lista di Osborn.
Gli obiettivi di Osborn saranno:
- neutralizzare Clint Barton
- uccidere Frank Castle
- eliminare Devil
- controllare il mondo
- uccidere l'Uomo Ragno
- neutralizzare Bruce Banner
- uccidere Namor
- impadronirsi del programma Arma X
- uccidere Nick Fury

In Italia sono usciti con un ordine diverso da quello americano, per comodità e per rispettare la continuity. Ad esempio, qui in Italia La Lista è cominciata con Devil e Hulk; il Diavolo Rosso e il Gigante Verde non sono stati i primi in America, ma in Italia condividono una testata e le loro vicende s'incastrano perfettamente con quelle descritte nella continuity. Infatti, negli USA il contenuto di alcune storie rischiavano di rivelare cose non ancora accadute nelle testate principali.
Norman grazie all'aiuto di Ares riuscirà a catturare Clint Barton, che però verrà poi liberato dalla Donna Ragno, da Jessica Jones, da Miss Marvel e da Mimo (Barbara Morse). In seguito Daken riesce a uccidere Punisher, unico punto della lista compiuto.

## Slogan promozionali
La saga ha avuto moltissimi slogan, che sono emersi almeno una volta ogni mese, alcuni indicavano anche quello che stava succedendo all'interno del Regno Oscuro:
- «Il mio nome è Norman Osborn... e approvo questi Vendicatori!»
- «Io, Norman Osborn... ho ricevuto le chiavi dell'impero!»
- «Io sono Norman Osborn... e su un canale nazionale mi hanno accusato di essere un pazzo criminale!»
- «Io sono Norman Osborn... e sono stato curato! Non sono più Goblin, ovviamente.»
- «Comando io! Non tu! Norman Osborn, piantala di prenderti in giro... sono qui. Sono sempre qui!»